# Mimoberea mediovitticollis
Mimoberea mediovitticollis – gatunek chrząszcza z rodziny kózkowatych i podrodziny zgrzypikowych. Jedyny przedstawiciel rodzaju Mimoberea.

## Zasięg występowania
Gatunek ten występuje w Tanzanii.